# 白洋淀缘口吸虫
白洋淀缘口吸虫（学名：Paryphostomum baiyangdienensis）为棘口科缘口属的动物。在中国大陆，分布于河北白洋淀等地，营寄生生活，宿主家鸭、斑嘴鸭、青头潜鸭、凤头潜鸭以及寄生于小肠和直肠。该物种的模式产地在河北保定白洋淀。